# Vat Blue 6
Le C.I. Vat Blue 6 (« bleu de cuve 6 ») est un pigment organique et colorant de cuve bleu de la famille des colorants anthraquinoniques. Structurellement, il est presque identique au bleu d'indanthrone (Vat Blue 4), avec juste deux atomes de chlore en plus adjacents aux groupes amine (positions 7 et 16). Il est pour cette raison parfois appelé « dichloroindanthrone  ».

## Synthèse
Le Vat Blue 6 peut être produit par chloration de l'indanthrone, par exemple dans un mélange d'acide nitrique fumant et d'acide chlorhydrique. Il peut être également produit par condensation de deux équivalents de 2-amino-1-bromo-3-chloroanthraquinone en présence d'un catalyseur au cuivre et d'un agent pour neutraliser le bromure d'hydrogène produit (synthèse de Jordan-Ullmann-Goldberg).

## Utilisations
Le Vat Blue 6 est utilisé comme colorant alimentaire et pour certains dispositifs médicaux (lentilles de contact, sutures chirurgicales), comme colorant dans certaines peinture automobile, pour plastique, caoutchouc, encre, ainsi que pour certains textiles (viscose et soie).